# Canton de Moncontour (Côtes-d'Armor)
Pour les articles homonymes, voir Canton de Moncontour.
Le canton de Moncontour est une ancienne division administrative française, située dans le département des Côtes-d'Armor et la région Bretagne.
Le canton de Moncontour ne doit pas être confondu avec son homonyme exact, le canton de Moncontour, situé dans le département de la Vienne.

## Composition
Le canton de Moncontour regroupait les communes suivantes :
- Bréhand ;
- Hénon ;
- Moncontour (chef-lieu) ;
- Penguily ;
- Quessoy ;
- Saint-Carreuc ;
- Saint-Glen ;
- Saint-Trimoël ;
- Trébry ;
- Trédaniel.

## Démographie
| 1962   | 1968   | 1975  | 1982   | 1990   | 1999   | 2006   | 2011   |
| ------ | ------ | ----- | ------ | ------ | ------ | ------ | ------ |
| 10 546 | 10 083 | 9 921 | 10 703 | 10 925 | 11 152 | 12 255 | 13 175 |

## Histoire

### Conseillers généraux de 1833 à 2015
| 1833 | 1848         | Charles du Merdy de Catuelan                                                            |                   | Propriétaire à Hénon                                                                |  |  |  |  |
| 1848 | 1852         | Louis François Marie de Gouzillon de Bélizal                                            |                   | Sous-intendant militaire de 1re classe Propriétaire à Hénon et à Saint-Brieuc       |  |  |  |  |
| 1852 | 1872 (décès) | Ludovic de Foucaud                                                                      | Union des droites | Propriétaire terrien Maire de Bréhand (1852-1858 et 1871-1872) Député (1871-1872)   |  |  |  |  |
| 1872 | 1888 (décès) | Louis-Adolphe de Gouzillon de Bélizal (gendre du précédent) (fils de L.F.M. de Bélizal) | Union des droites | Propriétaire du château des Granges à Moncontour Député (1876-1888)                 |  |  |  |  |
| 1888 | 1910         | René de Foucaud (1848-1918)                                                             | Conservateur      | Propriétaire Maire de Bréhand (1878-1918)                                           |  |  |  |  |
| 1910 | 1911 (décès) | Comte Henri-Alexandre de Lorgeril (1838-1911)                                           | Libéral           | Châtelain de Chalonge Maire de Trébédan (?-1911)                                    |  |  |  |  |
| 1911 | 1919         | Comte Alain de Lorgeril (fils du précédent)                                             | Libéral           | Châtelain de Chalonge Maire de Trébédan (1911-?)                                    |  |  |  |  |
| 1919 | 1922         | Olivier Sagory                                                                          | Républicain       | Médecin Maire de Moncontour (1919-1941)                                             |  |  |  |  |
| 1922 | 1940         | Jean Veillet-Dufrêche (1881-1965)                                                       | Conservateur      | Ingénieur des Arts et Manufactures à Moncontour Conseiller d'arrondissement         |  |  |  |  |
|      |              |                                                                                         |                   |                                                                                     |  |  |  |  |
| 1945 | 1949         | Henri Le Long (1919-2003)                                                               | SFIO              | Marchand de vins Maire de Moncontour (1945-1953)                                    |  |  |  |  |
| 1949 | 1979         | Joseph Clément (1908-1984)                                                              | PPUS puis UDF     | Agriculteur Maire de Saint-Glen (1945-1973) puis de Saint-Glen-Penguily (1973-1983) |  |  |  |  |
| 1979 | 2015         | Jean-Jacques Bizien                                                                     | PS                | Médecin généraliste Maire de Moncontour (1989-2014)                                 |  |  |  |  |

### Conseillers d'arrondissement (de 1833 à 1940)
| Période | Période | Identité                                                                         | Étiquette                            | Qualité                                                    |
| --- | ------- | -------------------------------------------------------------------------------- | ------------------------------------ | ---------------------------------------------------------- |
| 1833 | 1842    | Jean Baptiste Aimé Marie Veillet du Frèche (1802-1874)                           |                                      | Négociant, maitre de forges, maire de Moncontour           |
| 1842 | 1848    | M. Mahé                                                                          |                                      | Notaire à Saint-Glen                                       |
| Les données manquantes sont à compléter.                                                                    |         |                                                                                  |                                      |                                                            |
| av. 1856 | 1871    | Maurice-Henri-Charles Guérin Villeaubreil (1811-1872)                            |                                      | Notaire, propriétaire à Moncontour                         |
| 1871 |         | Pierre Marie Piriou                                                              |                                      | Receveur des contributions indirectes, maire de Moncontour |
| Les données manquantes sont à compléter.                                                                    |         |                                                                                  |                                      |                                                            |
| 1895 | 1907    | Comte Le Bel de Penguily                                                         | Conservateur                         | Maire de Penguily                                          |
| 1907 | 1922    | Jean Veillet-Dufrèche (1881-1965)                                                | Conservateur                         | Propriétaire à Moncontour                                  |
| 1922 | 1931    | Charles Clément                                                                  | Républicain national                 | Entrepreneur à Moncontour                                  |
| 1931 | 1937    | Marquis Joseph Espivent de La Villesboisnet de Catuélan de Kergariou (1897-1961) | Républicain indépendant Conservateur | Propriétaire exploitant agricole à Hénon                   |
| 1937 | 1940    | Louis Adam                                                                       | Radical                              | Cultivateur, conseiller municipal de Quessoy               |
| Les conseils d'arrondissement ont été suspendus par la loi du 12 octobre 1940 et n'ont jamais été réactivés |         |                                                                                  |                                      |                                                            |